# Kradibia corneri
Kradibia corneri  (лат.) — вид хальциноидных наездников рода Kradibia из семейства Agaonidae. Опылители фикусов.

## Распространение
Встречаются в Океании: Соломоновы острова.

## Описание
Опылители и фитофаги растений рода фикус (Ficus, семейство Тутовые) следующих видов: Ficus pseuowassa (Moraceae). От близких видов отличается пропорциями сложных глаз самок, они в 3,5 раза длиннее щёк и пятью вентральными ламеллами на придатках мандибул; педицель усиков с 35 аксиальными шипиками. Длина тела 1-2 мм, желтовато-коричневые. Лапки 5-члениковые, усики 10-члениковые.